# La Petite Prairie aux bouleaux
Pour plus de détails, voir Fiche technique et Distribution.
La Petite Prairie aux bouleaux est un film franco-germano-polonais réalisé par Marceline Loridan-Ivens et sorti en 2003. C'est le premier film de fiction autorisé à être tourné au sein du camp de Birkenau.

## Synopsis
Myriam, qui vit à New York depuis une cinquantaine d’années, revient en Europe pour la commémoration annuelle des anciens d'Auschwitz. Elle décide de retourner à Birkenau où elle a jadis vécu dans l’enfer des camps de concentration.

## Fiche technique
- Titre original : La Petite Prairie aux bouleaux
- Titre allemand : Birkenau und Rosenfeld
- Réalisation : Marceline Loridan-Ivens
- Scénario : Marceline Loridan-Ivens, Jean-Pierre Sergent, Elisabeth D. Prasetyo, Jeanne Moreau[réf. à confirmer][Note 1]
- Décors : Dorota Ignaczak
- Costumes : Małgorzata Gwiazdecka, Chouchane Tcherpachian
- Photographie : Emmanuel Machuel
- Son : Paul Lainé
- Montage : Catherine Quesemand
- Scripte : Josiane Morand
- Directeurs de productions : Michel Faure, Olivier Réchou
- directeur de post-production : Olivier Réchou
- Producteurs délégués : Bénédicte Lesage, Ariel Askénazi, Alain Sarde, Christine Gozlan
- Sociétés de production : Mascaret Films (France), Ciné Valse (France), Capi Films (France), P'Artisan Filmproduktion GmbH (Allemagne), Heritage Films (Pologne)
- Sociétés de distribution : Mars Distribution (France), Tamasa Distribution (France), Academy Films Stuttgart Ludwigsburg[2] (Allemagne), Studiocanal[2] (vente à l'étranger)
- Pays d’origine :  Allemagne,  France,  Pologne
- Langues originales : anglais, français, polonais
- Format : couleur (Eastmancolor) — 35 mm — 1.66:1 — son Dolby
- Genre : Film dramatique
- Durée : 90 min
- Dates de sortie :
  - Allemagne : 14 février 2003 (Berlinale)
  - France :  12 novembre 2003
- (fr) Classifications et visa CNC : mention « tous publics », Art et Essai, visa d'exploitation no 97352 délivré le 12 novembre 2003

## Distribution
- Anouk Aimée : Myriam Rosenfeld
- August Diehl : Oskar
- Marilú Marini : Suzanne
- Claire Maurier : Ginette
- Zbigniew Zamachowski : Gutek
- Monique Couturier : Rachel
- Elise Otzenberger : Sarah
- Keren Marciano : Nourith
- Nathalie Nerval : la vieille femme hongroise
- Mireille Perrier : jeune femme à Auschwitz 1
- Dorota Liliental : jeune femme à Auschwitz 2
- Anna Radwan (pl) : l'actuelle propriétaire de l'appartement des Rosenfeld

## Production

### Tournage
- Année de prises de vue : 2002.
- Extérieurs[3] :
  - France : Paris (place Saint-Sulpice, 6e arr.)[4].
  - Pologne : Camp d'Auschwitz-Birkenau, Cracovie.

## Récompenses et distinctions

### Récompenses
- Berlinale 2003 : Ours d'or d'honneur à Anouk Aimée.
- Festival du film de Munich 2003 :
  - Prix Bernhard Wicki (Bernhard-Wicki-Filmpreis) à Marceline Loridan-Ivens,
  - Prix honoraire Bernhard Wicki (Bernhard-Wicki-Filmpreis) à Anouk Aimée.

### Sélection
- Festival de films Cinemania 2013 : en compétition officielle[2].